# Pablo García-López
Pablo García-López (Villaralto, Córdoba, España, 2 de septiembre de 1988) es un tenor español que ha actuado en escenarios como el Teatro Real de Madrid, Gran Teatro del Liceo de Barcelona, Palacio de las Artes Reina Sofía de Valencia, el Teatro Campoamor de Oviedo, Teatro de la Maestranza de Sevilla, Ópera de Lausana o la Royal Ópera House de Muscat entre otros, habiendo trabajado con directores como Zubin Mehta o Jesus Lopez Cobos. Así mismo, ha participado en estrenos de obras como la ópera Fuenteovejuna de Jorge Muñiz, Sinfonía Córdoba y Escenas de una primavera alemana de Lorenzo Palomo o la zarzuela Policías y Ladrones de Tomás Marco.

## Formación y carrera
Nacido en Córdoba en 1988, el tenor Pablo García-López comenzó sus estudios de canto en el conservatorio de su ciudad natal y posteriormente en la Universität Mozarteum de Salzburgo y Centre de Perfeccionamiento Plácido Domingo del Palacio de las Artes Reina Sofía de Valencia. Completa su formación en Berlín y Madrid junto a Jonh Norris, Fran Parrado y el tenor Joel Prieto.
Desde su debut con tan sólo 18 años en la ópera La flauta mágica de Mozart en el Teatro Villamarta de Jerez, ha cantado en escenarios españoles como el Teatro Real de Madrid (La Vera Costanza, Dead Man Walking), Palacio de las Artes Reina Sofía de Valencia (Café Kafka, Turandot, La Bohème, I due Foscari), Teatro Campoamor de Oviedo (Don Giovanni, Las bodas de Fígaro,  Rigoletto, El elixir de amor, Fuenteovejuna), Teatro Cervantes (Málaga) (Così Fan Tutte), Gran Teatro de Córdoba (Tosca, Los Cuentos de Hoffmann, El Rapto en el serrallo), Teatro Calderón de Valladolid (Otello), Teatro Villamarta de Jerez (Norma, Falstaff, Macbeth y La traviata), Festival Internacional de Música de Granada (El Retablo de Maese Pedro), Festival de Música de Santander (Cendrillon y Mozart y Salieri) e internacionales como la Ópera Real de Valonia (La Vera Costanza), Ópera de Lausanne (La traviata), Royal Ópera House de Muscat (Orfeo y Eurídice), Teatro Comunale de Treviso (La Vera Costanza), Theatre du Capitole de Toulouse (Doña Francisquita), Teatro del Silenzio (Turandot).
En 2017, fue invitado por el maestro Zubin Mehta a Israel para cantar la ópera Turandot junto a la Israel Philharmonic Orchestra con el tenor Gregory Kunde y la soprano Anna Pirozzi.
Así mismo ha participado en conciertos camerísticos y sinfónicos en salas como el Palacio de la Música de Valencia, Gran Teatro del Liceo de Barcelona, Teatro de la Maestranza de Sevilla, Liedertafel de Salzburgo, Ópera Forum Lausanne, Auditorium de Haifa (Israel), Jerusalem International Convention, Palacio Euskalduna de Bilbao o Centro Botín de Santander, junto a formaciones como Forma Antiqua, Real Orquesta Sinfónica de Sevilla, Orquesta Filarmónica de Israel o la Orquesta Filarmónica de Málaga.
Pablo García-López ha participado en estrenos mundiales como el de la ópera Fuenteovejuna de Jorge Muñiz en el Teatro Campoamor de Oviedo, Sinfonía Córdoba y Escenas de una primavera alemana de Lorenzo Palomo, la zarzuela Policías y Ladrones de Tomás Marco en el Teatro de la Zarzuela de Madrid, La ópera El Guardián de los Cuentos de Miquel Ortega en Baluarte de Pamplona, así como los ciclos de canciones Hijo Mío de Jesús Torres y Caminos de la tarde de Hermes Luaces, junto al pianista Aurelio Viribay.
Ha trabajado con directores como Zubin Mehta, Jesús López Cobos, Riccardo Chailly, Omer Meir Wellber, David Parry, Corrado Rovaris, Manuel Hernández Silva, Mark Wigglesworth, Oliver Díaz, Steven Mercurio, Marzio Conti, Christopher Franklin y directores de escena como Calixto Bieito, Emilio Sagi, Carmen Portaceli, Jean-Louis Grinda, Leonard Foglia, Paco Azorín, Rita Cosentino, Guy Joosten, Lindsay Kemp, Davide Livermore, José Luis Castro o Paco López entre otros.
García-López es uno de los tres protagonistas de la ópera contemporánea "Don Juan no existe". La ópera, escrita por Helena Cánovas y dirigida por Bárbara Lluch, fue estrenada en 2024 en el Festival Internacional de Música de Peralada y cuenta una historia inspirada en la escritora feminista Carmen Díaz de Mendoza, Condesa de San Luis (1864-1929). El tenor interpreta el papel de en el papel de Miguel, amigo de la condesa.

## Discografía
En 2020 publicó el CD titulado Rutas, junto al pianista Aurelio Viribay, con canciones de Edouard Toldrá, Oscar Esplá y los compositores andaluces Joaquín Reyes Cabrera y Ramón Medina Hidalgo. El disco fue reconocido con el Melómano de Oro concedido por la revista musical Melómano.
Su discografía incluye también en CD Turandot para Decca bajo la dirección de Zubin Mehta y en DVD para Accentus music La Bohème de Puccini bajo la dirección de Riccardo Chailly.
Con el sello discográfico Naxos ha grabado la Sinfonía Córdoba de Lorenzo Palomo, junto con Jesús López Cobos.
En 2025  grabó "De sópitu" con Forma Antiqva con la idea de Aarón Zapico de unir el folklore del noroeste de España y Europa con la música antigua.